# Tipula (Yamatotipula) lanei
Tipula (Yamatotipula) lanei is een tweevleugelige uit de familie langpootmuggen (Tipulidae). De soort komt voor in het Nearctisch gebied.